# Fedora nodosa
Fedora nodosa är en mossdjursart som beskrevs av Silén 1947. Fedora nodosa ingår i släktet Fedora och familjen Ascosiidae.
Artens utbredningsområde är Mexikanska golfen. Inga underarter finns listade i Catalogue of Life.